# Frans Boel
Jozef Frans Maria Boel (Temse, 27 oktober 1870 - aldaar, 15 oktober 1943) was een Belgische ondernemer en politicus voor het Katholiek Verbond van België.

## Levensloop
Frans Boel was de kleinzoon van Bernard Boel, de stichter van de Boelwerf in Temse. Hij nam in 1904 samen met zijn broer Cesar het bedrijf over van zijn vader Jozef. Hij bouwde het bedrijf door zijn beleid stelselmatig uit van 200 werknemers in 1914 tot 2000 werknemers bij zijn overlijden. Zo werd er vanaf 1922 gestart met de bouw van motorspitsen en een reeks Congoschepen, ook werden er in de periode 1904 - 1943 een groot aantal zee- en vrachtschepen (2800 ton) gebouwd. In de Eerste Wereldoorlog vluchtte Frans met zijn gezin naar Nederland en verbleef in Rotterdam. Tijdens de Tweede Wereldoorlog werden de activiteiten verder gezet en werden er opdrachten voor de Duitse bezetter uitgevoerd. 
Hoewel hij liberaal was, koos hij bij de gemeenteraadsverkiezingen van 1932 toch voor de Katholieke Partij. Tussen 1933 en zijn dood in 1943 was hij burgemeester van Temse. Als gevolg van de  'ouderdomsverordening' van 7 maart 1941 werd het volledige schepencollege ontslagen. Juul De Frangh, Frans Smet (beide VNV) en Jean Boeykens werden vervolgens aangesteld als schepen. Na zijn dood werd Boel opgevolgd als burgemeester door Juul De Frangh.
In het bedrijf werd hij opgevolgd door zijn zoon Jef Boel. Omwille van economische collaboratie door de familie Boel  werden ze gedwongen de leiding na de Tweede Wereldoorlog (tijdens de repressie) door te geven aan zijn schoonzoon Georges Van Damme. Hij was actief als bestuurder in verschillende bedrijven in de scheepvaart- en verzekeringsector.
Frans Boel was dijkgraaf van de Eschpolder en erevoorzitter van het Rode Kruis België. Hij werd verkozen tot Temsenaar van de 20e eeuw in de categorie economie. In Temse zijn de Gebroeders Boellaan en het Frans Boelplein naar hem vernoemd.